# 裕宝银行
裕宝银行（HypoVereinsbank）又称德國聯合抵押銀行，是德國的一家銀行，常簡稱為HVB。裕宝銀行的總部位於慕尼黑，是Cash集團的一員。按照金融資產計算的話，德國聯合抵押銀行是德國第五大銀行。按員工人數計算的話則是第四大銀行。現在德國聯合抵押銀行的股票並未上市。

## 历史
2005年6月，意大利裕信银行宣布斥资151亿欧元并购德国第二大银行裕宝銀行。

## 外部連結
- 官方网站
- UniCredit Group（页面存档备份，存于）